# Neper (cràter)

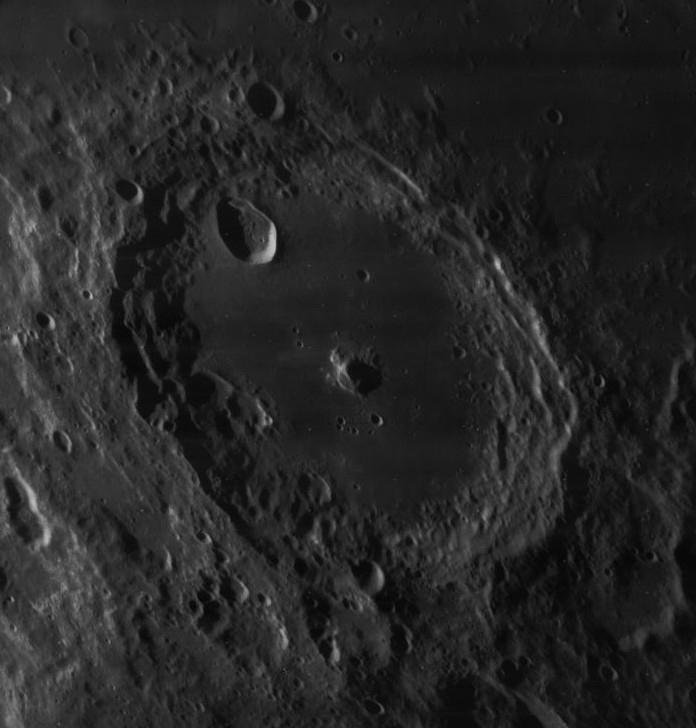
Fotografia de la missió Lunar Orbiter 4 (1967)

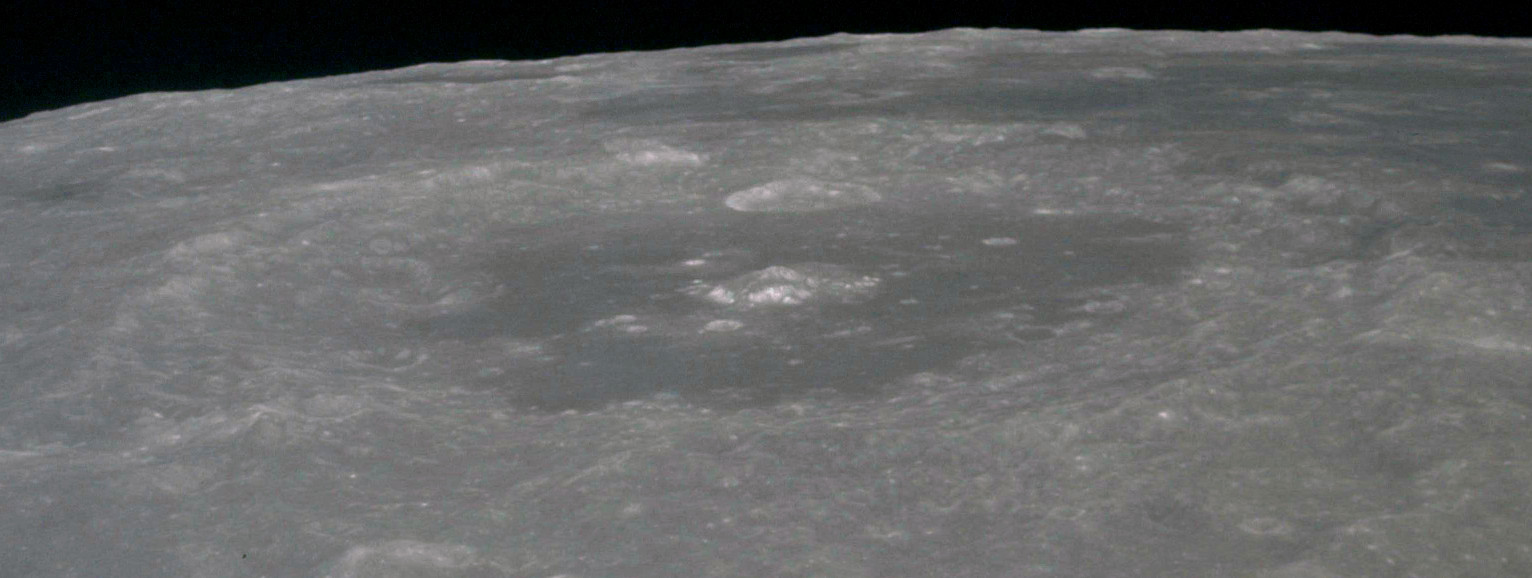
Fotografia de la missió Apol·lo 10

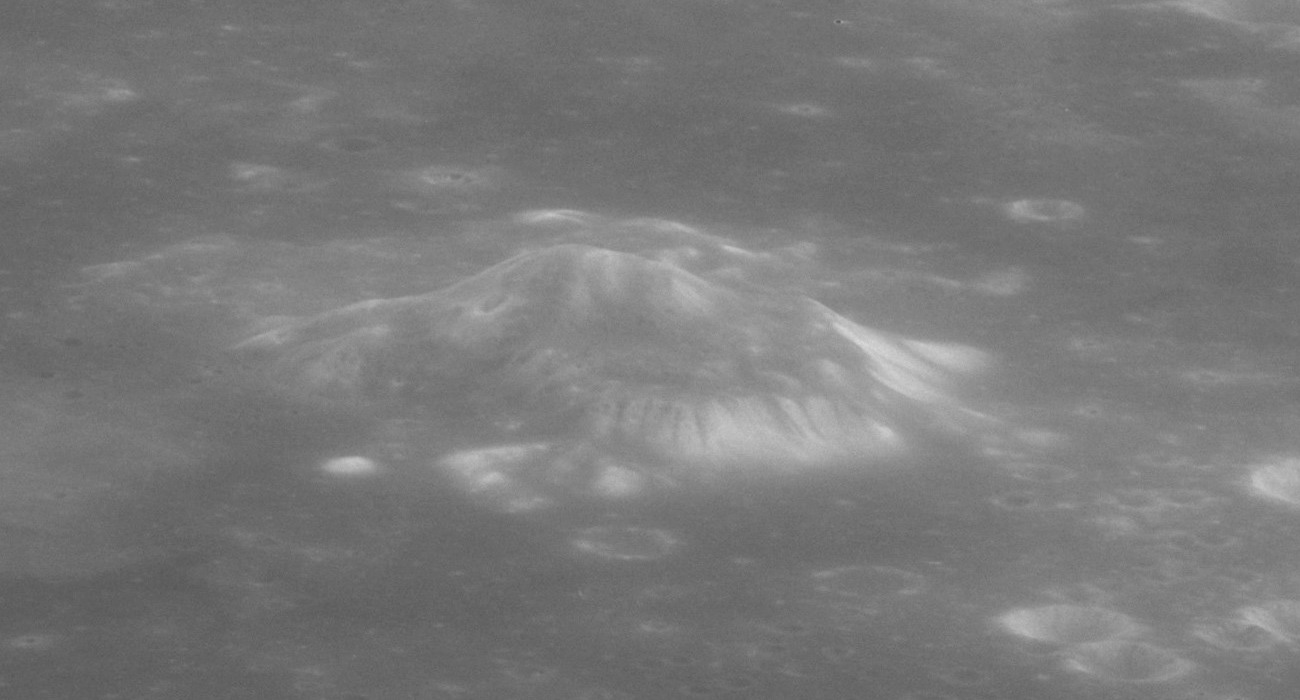
Fotografia de la missió Apol·lo 11

Neper és un antic cràter d'impacte situat prop del terminador est de la Lluna. A causa de la seva ubicació, el cràter només és visible des de la Terra durant períodes de libració adequats, apareixent amb un pronunciat escorç. El cràter es troba en l'extrem sud del Mare Marginis, a l'est del cràter Jansky. A través del Mare Marginis cap al nord-oest es troba el cràter Goddard.
.

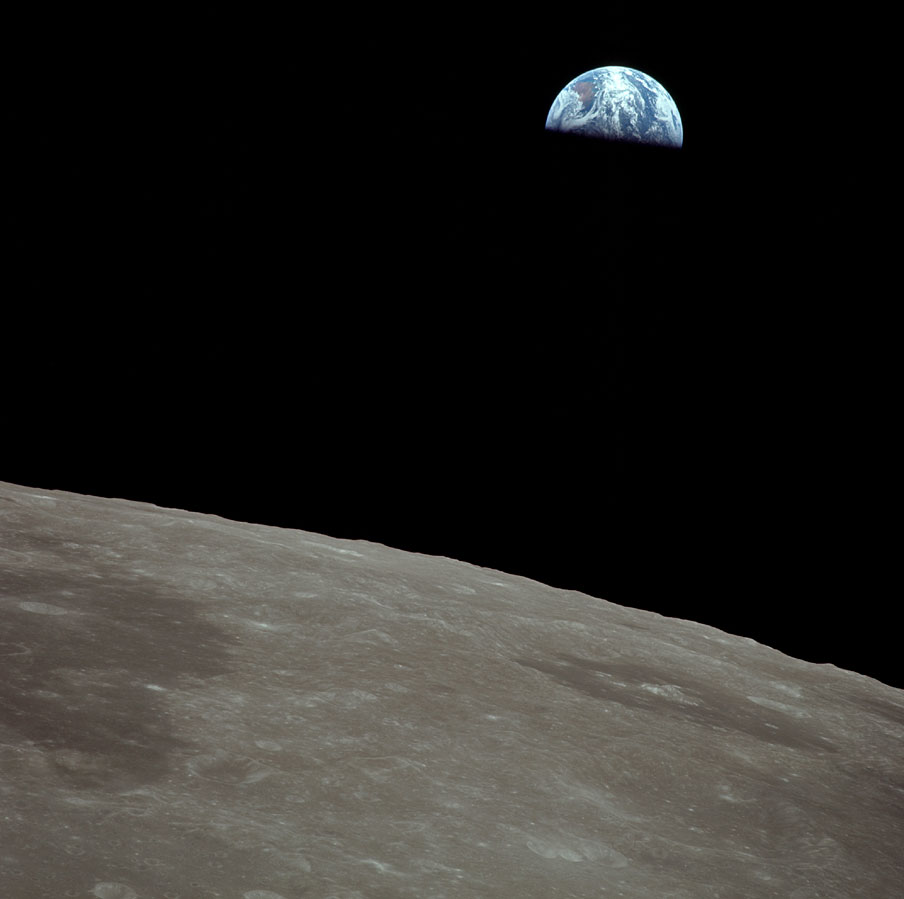
Neper i Virchow a la dreta, el Mare Smythii a l'esquerra, amb la Terra sobre l'horitzó lunar. Imatge presa pels astronautes de l'Apol·lo 11.

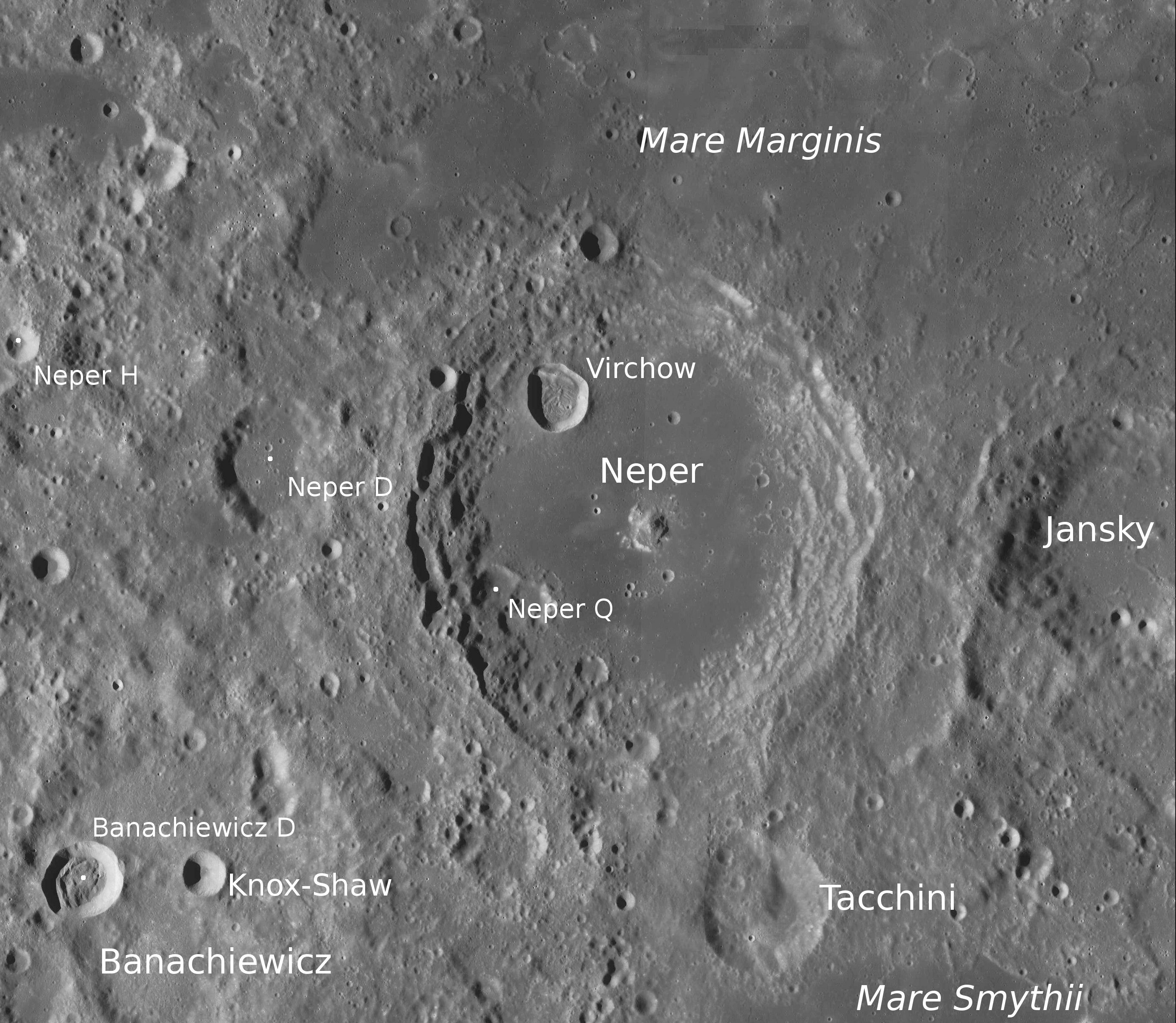
Entorn de Neper, amb el Mare Marginis al Nord. Fotografia de la missió Lunar Reconnaissance Orbiter

Les parets interiors del cràter estan terraplenades, amb un brocal baix en els extrems nord i sud. El sòl del cràter és fosc i pla, amb un pcc central i diversos impactes de cràters prop del bord oest. El més notable d'aquests és un petit cràter prop del bord nord-nord-oest, denominat Virchow.
Rep el seu nom del matemàtic, físic, astrònom i astròleg escocès John Napier.

## Cràters satèl·lit
Per convenció aquests elements són identificats en els mapes lunars posant la lletra en el costat del punt central del cràter que està més proper a Neper.
|       | \| Neper \| Coordenades \| Diàmetre \| \| ----- \| ------------------------------------ \| -------- \| \| D \| 9° 12′ N, 80° 48′ E / 9.2°N,80.8°E \| 40 km \| \| H \| 10° 24′ N, 78° 12′ E / 10.4°N,78.2°E \| 9 km \| \| Q \| 8° 00′ N, 83° 06′ E / 8.00°N,83.1°E \| 12 km \| |          |
| Neper | Coordenades | Diàmetre |
| D     | 9° 12′ N, 80° 48′ E / 9.2°N,80.8°E | 40 km    |
| H     | 10° 24′ N, 78° 12′ E / 10.4°N,78.2°E | 9 km     |
| Q     | 8° 00′ N, 83° 06′ E / 8.00°N,83.1°E | 12 km    |

Els següents cràters han estat canviats el nom per la UAI:
- Neper G - Veure Virchow (cràter).
- Neper K - Veure Tacchini (cràter).